# Tour Méditerranéen 2012
Il Tour Méditerranéen 2012, trentanovesima edizione della corsa valevole come prova del circuito UCI Europe Tour 2012 categoria 2.1, si svolse in 4 tappe dal 9 al 12 febbraio 2012 per un percorso totale ridotto a 444,8 km, con partenza da Pertuis e arrivo sul Col du Corps de Garde. Fu vinto dal britannico Jonathan Tiernan-Locke, dell'Endura Racing, che si impose in 10 ore 48 minuti e 42 secondi, alla media di 41,14 km/h.
Partenza a Pertuis con 141 ciclisti, dei quali 124 conclusero il tour.

## Tappe
| Tappa  | Data        | Percorso                                  | km    | Vincitore di tappa     | Leader cl. generale    |
| ------ | ----------- | ----------------------------------------- | ----- | ---------------------- | ---------------------- |
| 1ª     | 9 febbraio  | Pertuis > Meyreuil                        | 132,8 | Jonathan Tiernan-Locke | Jonathan Tiernan-Locke |
| 2ª     | 10 febbraio | Salon-de-Provence > Martigues             | 136   | Michel Kreder          | Jaŭhen Hutarovič       |
| 3ª     | 11 febbraio | La Londe-les-Maures > La Londe-les-Maures | 99    | Michel Kreder          | Michel Kreder          |
| 4ª     | 12 febbraio | La Ciotat > Col du Corps de Garde         | 77    | Jonathan Tiernan-Locke | Jonathan Tiernan-Locke |
| Totale | Totale      | Totale                                    | 444,8 |                        |                        |

## Squadre e corridori partecipanti
| N.    | Cod. | Squadra                     |
| ----- | ---- | --------------------------- |
| 1-8   | COF  | Cofidis, le Crédit en Ligne |
| 11-19 | ALM  | AG2R La Mondiale            |
| 21-28 | EUR  | Team Europcar               |
| 31-40 | VCD  | Vacansoleil-DCM             |
| 42-49 | SAX  | Team Saxo Bank              |
| 51-58 | FDJ  | FDJ-BigMat                  |
| 61-68 | AST  | Astana Pro Team             |
| 71-80 | GRM  | Team Garmin-Barracuda       |
| 81-86 | ASA  | Acqua & Sapone              |

| N.      | Cod. | Squadra                       |
| ------- | ---- | ----------------------------- |
| 91-98   | OGE  | Orica-GreenEDGE               |
| 100-110 | BSC  | Bretagne-Schuller             |
| 111-118 | SPI  | SpiderTech powered by C10     |
| 121-128 | TT1  | Team Type 1-Sanofi            |
| 131-138 | MOV  | Movistar Team                 |
| 141-148 | SAU  | Saur-Sojasun                  |
| 151-160 | LPM  | La Pomme Marseille            |
| 161-170 | ACC  | Accent Jobs-Willems Veranda's |
| 171-178 | EDR  | Endura Racing                 |

## Dettagli delle tappe

### 1ª tappa
- 9 febbraio: Pertuis > Meyreuil – 132,8 km

Risultati
| Pos. | Corridore              | Squadra       | Tempo    |
| ---- | ---------------------- | ------------- | -------- |
| 1    | Jonathan Tiernan-Locke | Endura Racing | 3h21'03" |
| 2    | Jaŭhen Hutarovič       | FDJ-BigMat    | s.t.     |
| 3    | Sébastien Chavanel     | Europcar      | s.t.     |

| Pos. | Corridore              | Squadra       | Tempo    |
| ---- | ---------------------- | ------------- | -------- |
| 1    | Jonathan Tiernan-Locke | Endura Racing | 3h20'53" |
| 2    | Jaŭhen Hutarovič       | FDJ-BigMat    | a 4"     |
| 3    | Sébastien Chavanel     | Europcar      | a 6"     |

### 2ª tappa
- 10 febbraio: Salon-de-Provence > Martigues – 136 km

Risultati
| Pos. | Corridore        | Squadra        | Tempo    |
| ---- | ---------------- | -------------- | -------- |
| 1    | Michel Kreder    | Garmin-Barrac. | 3h10'40" |
| 2    | Guillaume Boivin | SpiderTech     | s.t.     |
| 3    | Jaŭhen Hutarovič | FDJ-BigMat     | s.t.     |

| Pos. | Corridore              | Squadra        | Tempo    |
| ---- | ---------------------- | -------------- | -------- |
| 1    | Jaŭhen Hutarovič       | FDJ-BigMat     | 6h31'33" |
| 2    | Jonathan Tiernan-Locke | Endura Racing  | s.t.     |
| 3    | Michel Kreder          | Garmin-Barrac. | s.t.     |

### 3ª tappa
- 11 febbraio: La Londe-les-Maures > La Londe-les-Maures – 99 km

Risultati
| Pos. | Corridore         | Squadra        | Tempo    |
| ---- | ----------------- | -------------- | -------- |
| 1    | Michel Kreder     | Garmin-Barrac. | 2h23'14" |
| 2    | Danilo Napolitano | Acqua & Sap.   | s.t.     |
| 3    | Guillaume Blot    | Bretagne       | a 7"     |

| Pos. | Corridore              | Squadra        | Tempo    |
| ---- | ---------------------- | -------------- | -------- |
| 1    | Michel Kreder          | Garmin-Barrac. | 8h54'37" |
| 2    | Jaŭhen Hutarovič       | FDJ-BigMat     | a 10"    |
| 3    | Jonathan Tiernan-Locke | Endura Racing  | s.t.     |

### 4ª tappa
- 12 febbraio: La Ciotat > Col du Corps de Garde – 77 km

Risultati
| Pos. | Corridore              | Squadra       | Tempo    |
| ---- | ---------------------- | ------------- | -------- |
| 1    | Jonathan Tiernan-Locke | Endura Racing | 1h54'05" |
| 2    | Daniel Navarro         | Saxo Bank     | a 17"    |
| 3    | Stefano Garzelli       | Acqua & Sap.  | s.t.     |

| Pos. | Corridore              | Squadra        | Tempo     |
| ---- | ---------------------- | -------------- | --------- |
| 1    | Jonathan Tiernan-Locke | Endura Racing  | 10h48'42" |
| 2    | Michel Kreder          | Garmin-Barrac. | a 27"     |
| 3    | Daniel Navarro         | Saxo Bank      | a 31"     |

## Evoluzione delle classifiche
| Tappa              | Vincitore              | Classifica generale    | Classifica scalatori | Classifica a punti     | Classifica giovani | Classifica squadre    |
| ------------------ | ---------------------- | ---------------------- | -------------------- | ---------------------- | ------------------ | --------------------- |
| 1ª                 | Jonathan Tiernan-Locke | Jonathan Tiernan-Locke | Thomas Vaubourzeix   | Jonathan Tiernan-Locke | Raymond Kreder     | Astana Pro Team       |
| 2ª                 | Michel Kreder          | Jaŭhen Hutarovič       | Thomas Vaubourzeix   | Jaŭhen Hutarovič       | Michel Kreder      | Team Garmin-Barracuda |
| 3ª                 | Michel Kreder          | Michel Kreder          | Thomas Vaubourzeix   | Michel Kreder          | Michel Kreder      | Team Garmin-Barracuda |
| 4ª                 | Jonathan Tiernan-Locke | Jonathan Tiernan-Locke | Thomas Vaubourzeix   | Jonathan Tiernan-Locke | Michel Kreder      | Team Saxo Bank        |
| Classifiche finali | Classifiche finali     | Jonathan Tiernan-Locke | Thomas Vaubourzeix   | Jonathan Tiernan-Locke | Michel Kreder      | Team Saxo Bank        |

## Classifiche finali

### Classifica generale
| Pos. | Corridore          | Squadra        | Tempo     |
| ---- | ------------------ | -------------- | --------- |
| 1    | J. Tiernan-Locke   | Endura Racing  | 10h48'42" |
| 2    | Michel Kreder      | Garmin-Barrac. | a 27"     |
| 3    | Daniel Navarro     | Saxo Bank      | a 31"     |
| 4    | Stefano Garzelli   | Acqua & Sap.   | a 33"     |
| 5    | Ángel Madrazo      | Movistar Team  | a 42"     |
| 6    | Romain Hardy       | Bretagne       | a 47"     |
| 7    | Francesco Gavazzi  | Astana         | s.t.      |
| 8    | Fabrice Jeandesboz | Saur-Sojasun   | s.t.      |
| 9    | Rinaldo Nocentini  | AG2R La Mond.  | s.t.      |
| 10   | Andrey Amador      | Movistar Team  | s.t.      |

### Classifica a punti
| Pos. | Corridore              | Squadra        | Punti |
| ---- | ---------------------- | -------------- | ----- |
| 1    | Jonathan Tiernan-Locke | Endura Racing  | 50    |
| 2    | Michel Kreder          | Garmin-Barrac. | 50    |
| 3    | Jaŭhen Hutarovič       | FDJ-BigMat     | 50    |
| 4    | Guillaume Boivin       | SpiderTech     | 32    |
| 5    | Raymond Kreder         | Garmin-Barrac. | 27    |

### Classifica scalatori
| Pos. | Corridore            | Squadra        | Punti |
| ---- | -------------------- | -------------- | ----- |
| 1    | Thomas Vaubourzeix   | La Pomme Mar.  | 17    |
| 2    | Clément Koretzky     | La Pomme Mar.  | 9     |
| 3    | Sébastien Turgot     | Europcar       | 6     |
| 4    | Michael Albasini     | Orica GreenED. | 6     |
| 5    | Chris Anker Sørensen | Saxo Bank      | 5     |

### Classifica giovani
| Pos. | Corridore     | Squadra        | Tempo     |
| ---- | ------------- | -------------- | --------- |
| 1    | Michel Kreder | Garmin-Barrac. | 10h49'09" |
| 2    | Ángel Madrazo | Movistar Team  | a 15"     |
| 3    | Romain Hardy  | Bretagne       | a 20"     |
| 4    | Yohann Bagot  | Cofidis        | s.t.      |
| 5    | Thibaut Pinot | FDJ-BigMat     | s.t.      |

### Classifica a squadre
| Pos. | Squadra        | Tempo     |
| ---- | -------------- | --------- |
| 1    | Team Saxo Bank | 32h28'17" |
| 2    | Movistar Team  | a 5"      |
| 3    | Cofidis        | a 10"     |